# Marquesado de La Habana
El marquesado de La Habana es un título nobiliario español creado por real decreto de 27 de junio de 1856, y el subsiguiente real despacho de 8 de octubre de 1857 por la reina Isabel II a favor de José Gutiérrez de la Concha e Irigoyen, vizconde de Cuba, presidente del Consejo de Ministros y del Senado, capitán general de los ejércitos y de la Isla de Cuba, caballero de la Orden de Santiago y del Toisón de Oro.  El 12 de noviembre de 1864, la misma reina le concedió la grandeza de España de primera clase.

## Armas
Partido. Primer cuartel, en campo de azur, una concha de plata. Segundo cuartel, en campo de plata un roble de sinople, frutado de oro, y un jabalí de sable pasante al pie del tronco.

## Marqueses de La Habana
|                        | Titular                                                     | Periodo                |
| Creación por Isabel II | Creación por Isabel II                                      | Creación por Isabel II |
| ---------------------- | ----------------------------------------------------------- | ---------------------- |
| I                      | José Gutiérrez de la Concha e Irigoyen                      | 1857-1895              |
| II                     | María del Carmen Gutiérrez de la Concha y Fernández de Luco | 1898-1914              |
| III                    | José Luis de la Torre y de Arteaga                          | 1917-1930              |
| IV                     | Roberto Sánchez de Ocaña y Arteaga                          | 1956-2011              |
| V                      | Roberto Luis Sánchez de Ocaña y Chamorro                    | 2012-actual titular    |

## Historia de los marqueses de La Habana
- José Gutiérrez de la Concha e Irigoyen (Córdoba de Tucumán, virreinato del Río de la Plata (Argentina), 4 de junio de 1809-Madrid, 5 de noviembre de 1895), I marqués de La Habana,[2][3] I vizconde de Cuba (1856), caballero de la Orden del Toisón de Oro, Gran Cruz de la Orden de Carlos III desde 1847, Gran Cruz de la Orden de San Fernando, Gran Cruz de la Orden Americana de Isabel la Católica, Gran Cruz de la Orden de San Hermenegildo, Gran Cruz del Mérito Militar, oficial de la Legión de Honor de Francia y caballero de la Orden de Santiago en 1831. También fue gentilhombre grande de España con ejercicio y servidumbre de la reina Isabel II, socio honorífico de la Sociedad de Amigos del País de La Habana y de la de Santiago de Cuba.[4] Era hijo de Juan Gutiérrez de la Concha y Mazón, brigadier de la Armada  y gobernador de la provincia de Córdoba (Argentina), y de su esposa Petra de Irigoyen y Quintana.[4]

Casó, el 28 de mayo de 1841, con Vicenta Fernández de Luco y Santa Cruz. En 30 de junio de 1898, le sucedió su hija:
- María del Carmen Gutiérrez de la Concha y Fernández de Luco (Logroño, 5 de marzo de 1842-Madrid, 16 de diciembre de 1914), II marquesa de La Habana[2][3],[5] II vizcondesa de Cuba.

Casó, en Madrid, 15 de octubre de 1864, con Fernando Nicolás de Arteaga y Silva, XIV marqués de Távara, XIV marqués de Guadalest, XIV marqués de Algecilla, hijo de Andrés Avelino de Arteaga y Lazcano, VII marqués de Valmediano, III conde de Corres, VIII conde de Santa Eufemia. En 12 de julio de 1917, le sucedió su nieto, hijo de María Concepción Arteaga y Gutiérrez de la Concha, XV marquesa de Távara, y de su esposo José Luis de la Torre y Coloma:
- José Luis de la Torre y Arteaga (Madrid, 26 de julio de 1898-2 de abril de 1930), III marqués de La Habana,[2][3] gentilhombre grande de España con ejercicio y servidumbre del rey Alfonso XIII.

Sin descendientes. En 31 de diciembre de 1957, le sucedió su primo, hijo de Isabel María del Carmen de Arteaga y Gutiérrez de la Concha (27 de diciembre de 1879-abril de 1965), III vizcondesa de Cuba, casada con Roberto Domingo Sánchez de Ocaña y Algara.
- Roberto Sánchez de Ocaña y Arteaga (Jerez de la Frontera, 1922-2011), IV marqués de La Habana[2],[6] XVII marqués de Guadalest,[7] XVII marqués de Algecilla.[8]

Casó con María Luisa Chamorro y de Aguilar. En 24 de abril de 2012, le sucedió su hijo:
- Roberto Luis de Sánchez Ocaña y Chamorro (Madrid, 1 de marzo de 1961), V marqués de La Habana,[2][9] IV vizconde de Cuba,[10] XVIII marqués de Guadalest[11]

Casó con Blanca Cid Cuartero. Padres de Natalia y de Almudena Sánchez de Ocaña Cid.